# Кан Чі Хван
Кан Чі Хван (кор. 강지환, нар. 20 березня 1977, Сеул, Південна Корея) — південнокорейський актор.

## Біографія
Чо Тхе Гю народився 20 березня 1977 року в столиці Республіки Корея. Свою кар'єру він розпочав в якості актора мюзікла у 2001 році, через декілька років взявши сценічне ім'я Кан Чі Хван, дебютував на телебаченні. Першу головну роль Чі Хван отримав у серіалі «Будь сильна, Кимсун!» 2005 року, популярність серіалу в азійських країнах зробила актора впізнаваним за межами Кореї, та принесла перші нагороди. У 2006 році він зіграв свою першу роль у кіно.
Проривним в акторській кар'єрі для Чі Хвана став 2008 рік, в якому він зіграв головну роль у історичному серіалі «Хон Гільдон». Роль Хон Гільдона — корейського Робін Гуда, принесла актору визнання та численні нагороди. У тому ж році він зіграв головну роль у фільмі «Кіно є кіно», сценарій до якого був написаний відомим сценаристом та режисером Кім Кі Дуком. За цю роль він отримав нагороду Кращий новий актор на численних кінофестивалях. У 2009 році Чі Хван отримав головну роль у фільмі «Моя дівчина — Агент», який став одним з найкасовіших фільмів року у Кореї. У наступні роки актор зіграв багато головних ролей у фільмах та серіалах. Так у 2014 році він вдало зіграв роль звичайного чоловіка з ринку який неочікувано стає спадкоємцем чеболю в мелодрамі з елементами саспенсу «Велика людина». У 2016 році Чі Хван виконав головну роль в п'ятидесятисерійній драмедії «Монстр».
Останньою в кар'єрі актора стала головна роль в історично-фентезійному серіалі «Період виживання Чосона», але у зв'язку з арештом зіграти роль до кінця він не встиг.

## Арешт
На початку липня 2019 року актор був заарештований у зв'язку зі звинуваченням у спробі зґвалтування. Заяву до поліції подали дві співробітниці акторського агентства членом якого був Чі Хван. Вони стверджували що коли перебували в нього вдома, він перебуваючи в стані сильного алкогольного сп'яніння напав на них та намагався зґвалтувати. Спочатку Кан заявив що непам'ятає що сталося, але невдовзі визнав свою провину та вибачився перед потерпілими. У зв'язку зі скандалом агентство було змушене розірвати контракт з актором. Ускладнювало ситуацію те що на момент арешту актор знімався в серіалі, тож продюсери були вимушені запросити іншого актора зіграти роль яку виконував Чі Хван починаючи з 11 серії. Перед початком судового процесу актор намагався уладнати справу в досудовому порядку але потерпілі відмовилися. На початку грудня 2019 року суд засудив Чі Хвана до двох років позбавлення волі з відтермінуванням покарання. Вирок суду в умовах консервативного корейського суспільства фактично ставить хрест на акторській кар'єрі Чі Хвана.

## Фільмографія

### Телевізійні серіали
| Рік  | Назва                            | Роль                         | Мережа    |
| ---- | -------------------------------- | ---------------------------- | --------- |
| 2003 | «Зізнання вбивці»                |                              | MBC       |
| 2003 | «Аромат літа»                    | чоловік Пак Чон'а (20 серія) | KBS2      |
| 2003 | «Нонстоп» (4 сезон)              |                              | MBC       |
| 2004 | «Більш красива, ніж квітка»      | Кім Че Сік                   | KBS2      |
| 2004 | «Якби ти тільки знав»            | Со Ін У                      | KBS2      |
| 2004 | «Залиш останній танець для мене» | Шин Чон Гю                   | SBS       |
| 2005 | «Будь сильна, Кимсун!»           | Гу Че Хї                     | MBC       |
| 2006 | «Феєрверки»                      | На Ін Чже                    | MBC       |
| 2006 | «90 днів, час кохання»           | Хьон Чі Сок                  | MBC       |
| 2007 | «Столичний скандал»              | Сонву Ван                    | KBS2      |
| 2008 | «Хон Гільдон»                    | Хон Гільдон                  | KBS2      |
| 2010 | «Кав'ярня»                       | Лі Чін Су                    | SBS       |
| 2011 | «Збреши мені»                    | Хьон Кі Чжун                 | SBS       |
| 2013 | «Втілення грошей»                | Лі Кан Сок / Лі Чха Дон      | SBS       |
| 2014 | «Велика людина»                  | Кім Чі Хьок                  | KBS2      |
| 2016 | «Монстр»                         | Кан Кі Тан / Лі Гук Чхоль    | MBC       |
| 2018 | «Діти малого Бога»               | Чхон Че Ін                   | OCN       |
| 2018 | «Почувайся добре, щоб померти»   | Пек Чін Сан                  | KBS2      |
| 2019 | «Період виживання Чосона»        | Хан Чон Рок (1-10 серії)     | Chosun TV |

### Фільми
| Рік  | Назва                                | Роль          |
| ---- | ------------------------------------ | ------------- |
| 2006 | «Господар та гість»                  | Кьосан        |
| 2008 | «Кіно є кіно»                        | Чан Сута      |
| 2009 | «Моя дівчина — Агент»                | Лі Че Чжун    |
| 2009 | «Відносини особи, розуму та кохання» | Кан Те Пун    |
| 2012 | «Коп на подіумі»                     | Ча Чхуль Су   |
| 2015 | «Готель розбитих сердець»            | Джон          |
| 2015 | «Падіння з небес»                    | Кім Хьон Чжун |

## Нагороди
| Рік  | Нагорода                                       | Категорія                                                 | Робота                         | Результат | Прим.  |
| ---- | ---------------------------------------------- | --------------------------------------------------------- | ------------------------------ | --------- | ------ |
| 2005 | 24-та Премія MBC драма                         | Нагорода за майстерність (актор)                          | «Будь сильна, Кимсун!»         | Перемога  |        |
| 2005 | 24-та Премія MBC драма                         | Кращий новий актор                                        | «Будь сильна, Кимсун!»         | Перемога  |        |
| 2006 | 42-га Премія мистецтв Пексан                   | Кращий новий актор телебачення                            | «Будь сильна, Кимсун!»         | Номінація |        |
| 2007 | 21-ша Премія KBS драма                         | Нагорода за майстерність (актор мінісеріалу)              | «Столичний скандал»            | Перемога  | [ 16 ] |
| 2007 | 21-ша Премія KBS драма                         | Краща пара (разом з Хан Чі Мін)                           | «Столичний скандал»            | Перемога  | [ 16 ] |
| 2008 | 44-та Премія мистецтв Пексан                   | Кращий актор телебачення                                  | «Столичний скандал»            | Номінація |        |
| 2008 | 44-та Премія мистецтв Пексан                   | Найпопулярніший актор телебачення                         | «Хон Гільдон»                  | Перемога  | [ 17 ] |
| 2008 | 28-ма Премія Корейської асоціації кінокритиків | Кращий новий актор                                        | «Кіно є кіно»                  | Перемога  | [ 18 ] |
| 2008 | 29-та Кінопремія Блакитний дракон              | Кращий новий актор                                        | «Кіно є кіно»                  | Перемога  | [ 19 ] |
| 2008 | 7-а Корейська кінопремія                       | Кращий новий актор                                        | «Кіно є кіно»                  | Перемога  |        |
| 2008 | 22-га Премія KBS драма                         | Нагорода за високу майстерність (актор)                   | «Хон Гільдон»                  | Номінація | [ 20 ] |
| 2008 | 22-га Премія KBS драма                         | Нагорода Netizen                                          | «Хон Гільдон»                  | Перемога  | [ 20 ] |
| 2008 | 22-га Премія KBS драма                         | Краща пара (разом з Сон Ю Рі)                             | «Хон Гільдон»                  | Перемога  | [ 20 ] |
| 2009 | 45-та Премія мистецтв Пексан                   | Кращий новий кіноактор                                    | «Кіно є кіно»                  | Перемога  | [ 21 ] |
| 2009 | 18-та Кінопремія Буїль                         | Кращий новий актор                                        | «Кіно є кіно»                  | Номінація |        |
| 2009 | 10-та Премія Пусанських кінокритиків           | Кращий новий актор                                        | «Кіно є кіно»                  | Перемога  |        |
| 2009 | 46-та Премія Великий дзвін                     | Кращий новий актор                                        | «Моя дівчина — Агент»          | Перемога  | [ 22 ] |
| 2009 | 5-й Корейський університетський кінофестиваль  | Кращий новий актор                                        | «Моя дівчина — Агент»          | Перемога  | [ 23 ] |
| 2010 | 18-та Премія SBS драма                         | Нагорода за майстерність (актор спеціальної драми)        | «Кав'ярня»                     | Номінація |        |
| 2011 | 6-та Сеульська міжнародна премія драми         | Видатний Корейський актор                                 | «Кав'ярня»                     | Номінація |        |
| 2011 | 19-та Премія SBS драма                         | Нагорода за майстерність (актор спеціальної драми)        | «Збреши мені»                  | Номінація |        |
| 2013 | 21-ша Премія SBS драма                         | Нагорода за високу майстерність (актор спеціальної драми) | «Втілення грошей»              | Номінація |        |
| 2014 | 9-ий Фестиваль азійських моделей               | Зірка Азії                                                |                                | Перемога  |        |
| 2014 | 28-ма Премія KBS драма                         | Нагорода за високу майстерність (актор)                   | «Велика людина»                | Номінація |        |
| 2014 | 28-ма Премія KBS драма                         | Нагорода за майстерність (актор мінісеріалу)              | «Велика людина»                | Номінація |        |
| 2016 | 5-та Премія «Зірок МААТР»                      | Кращий актор багатосерійного серіалу                      | «Монстр»                       | Номінація |        |
| 2016 | 35-та Премія MBC драма                         | Нагорода за високу майстерність (актор спеціальної драми) | «Монстр»                       | Номінація |        |
| 2018 | 32-га Премія KBS драма                         | Нагорода за майстерність (актор мінісеріалу)              | «Почувайся добре, щоб померти» | Номінація |        |